# فيليبي نوغويرا
فيليبي نوغويرا (بالبرتغالية: Felipe Nogueira‏) هو لاعب كرة قدم برازيلي في مركز الوسط، ولد في 10 يونيو 1983 في أوبيرابا في البرازيل. لعب مع Baton Rouge Capitals ‏.